# Cierrey
Cierrey ist eine französische Gemeinde mit 808 Einwohnern (Stand 1. Januar 2022) im Département Eure in der Region Normandie (vor 2016 Haute-Normandie). Sie gehört zum Arrondissement Évreux und zum Kanton Évreux-3. Die Einwohner werden Cierrois und Cierroises genannt.

## Geografie
Cierrey liegt etwa zehn Kilometer ostsüdöstlich des Stadtzentrums von Évreux. Umgeben wird Cierrey von den Nachbargemeinden Miserey im Norden, Boncourt im Nordosten, Caillouet-Orgeville im Osten, Le Cormier im Osten und Südosten, Le Val-David im Süden und Südwesten sowie Le Vieil-Évreux im Westen.

## Bevölkerungsentwicklung
| Jahr                       | 1962 | 1968 | 1975 | 1982 | 1990 | 1999 | 2006 | 2019 |
| Einwohner                  | 152  | 182  | 267  | 466  | 806  | 796  | 708  | 768  |
| Quellen: Cassini und INSEE |      |      |      |      |      |      |      |      |

## Sehenswürdigkeiten
- Kapelle Notre-Dame-de-Belle-Grâce